# Kuwait nos Jogos Olímpicos de Verão de 2024
Kuwait participou dos Jogos Olímpicos de Verão de 2024, realizados em Paris, na França. Foi a 14.ª aparição do país nos Jogos Olímpicos desde a estreia na Cidade do México 1968.
Foi representado por nove atletas que competiram em seis esportes, mas nenhum conquistou medalhas.

## Competidores
Esta foi a participação por modalidade nesta edição:
| Esporte   | Masculino | Feminino | Total |
| --------- | --------- | -------- | ----- |
| Atletismo | 1         | 1        | 2     |
| Esgrima   | 1         | 0        | 1     |
| Natação   | 1         | 1        | 2     |
| Remo      | 0         | 1        | 1     |
| Tiro      | 2         | 0        | 2     |
| Vela      | 0         | 1        | 1     |
| Total     | 5         | 4        | 9     |

## Desempenho

### Atletismo
- Q = Qualificado para a próxima fase
- q = Qualificado para a próxima fase como o perdedor mais rápido ou, em eventos de campo, pela posição sem atingir o alvo para qualificação
- N/A = Fase não aplicável para o evento
- Bye = Atleta não precisou disputar aquela fase

Masculino
Eventos de pista
| Atleta         | Evento              | Baterias | Baterias | Repescagem  | Repescagem  | Semifinal   | Semifinal   | Final       | Final       | Ref.  |
| Atleta         | Evento              | Tempo    | Pos.     | Tempo       | Pos.        | Tempo       | Pos.        | Tempo       | Pos.        | Ref.  |
| -------------- | ------------------- | -------- | -------- | ----------- | ----------- | ----------- | ----------- | ----------- | ----------- | ----- |
| Yaqoub Alyouha | 110 m com barreiras | DNF      | DNF      | Não avançou | Não avançou | Não avançou | Não avançou | Não avançou | Não avançou | [ 5 ] |

Feminino
Eventos de pista
| Atleta        | Evento | Baterias | Baterias | Repescagem | Repescagem | Semifinal   | Semifinal   | Final       | Final       | Ref.  |
| Atleta        | Evento | Tempo    | Pos.     | Tempo      | Pos.       | Tempo       | Pos.        | Tempo       | Pos.        | Ref.  |
| ------------- | ------ | -------- | -------- | ---------- | ---------- | ----------- | ----------- | ----------- | ----------- | ----- |
| Amal Al-Roumi | 800 m  | 2:11.35  | 8        | 2:12.13    | 8          | Não avançou | Não avançou | Não avançou | Não avançou | [ 6 ] |

### Esgrima
Masculino
| Atleta            | Evento | Fase de 32           | Oitavas de final     | Quartas de final     | Semifinal            | Final                | Final       | Ref.  |
| Atleta            | Evento | Adversário Resultado | Adversário Resultado | Adversário Resultado | Adversário Resultado | Adversário Resultado | Pos.        | Ref.  |
| ----------------- | ------ | -------------------- | -------------------- | -------------------- | -------------------- | -------------------- | ----------- | ----- |
| Yousef Al-Shamlan | Sabre  | GER M Szabo D 6–15   | Não avançou          | Não avançou          | Não avançou          | Não avançou          | Não avançou | [ 7 ] |

### Natação
Masculino
| Atleta         | Evento      | Eliminatórias | Eliminatórias | Semifinal   | Semifinal   | Final       | Final       | Ref.  |
| Atleta         | Evento      | Tempo         | Pos.          | Tempo       | Pos.        | Tempo       | Pos.        | Ref.  |
| -------------- | ----------- | ------------- | ------------- | ----------- | ----------- | ----------- | ----------- | ----- |
| Mohamad Zubaid | 100 m livre | 52.35         | 63            | Não avançou | Não avançou | Não avançou | Não avançou | [ 8 ] |

Feminino
| Atleta      | Evento      | Eliminatórias | Eliminatórias | Semifinal   | Semifinal   | Final       | Final       | Ref.  |
| Atleta      | Evento      | Tempo         | Pos.          | Tempo       | Pos.        | Tempo       | Pos.        | Ref.  |
| ----------- | ----------- | ------------- | ------------- | ----------- | ----------- | ----------- | ----------- | ----- |
| Lara Dashti | 100 m peito | 1:15.67       | 37            | Não avançou | Não avançou | Não avançou | Não avançou | [ 9 ] |

### Remo
Feminino
| Atleta         | Evento        | Baterias | Baterias | Repescagem | Repescagem | Semifinais | Semifinais | Final   | Final | Ref.   |
| Atleta         | Evento        | Tempo    | Pos.     | Tempo      | Pos.       | Tempo      | Pos.       | Tempo   | Pos.  | Ref.   |
| -------------- | ------------- | -------- | -------- | ---------- | ---------- | ---------- | ---------- | ------- | ----- | ------ |
| Suad Al-Faqaan | Skiff simples | 8:16.32  | 4 R      | 8:28.89    | 2 SE/F     | 9:01.78    | 5 FE       | 8:05.18 | 29    | [ 10 ] |

Legenda: FA = Final A (disputa de medalha); FB = Final B (sem disputa de medalha); FC = Final C (sem disputa de medalha); FD = Final D (sem disputa de medalha); FE = Final E (sem disputa de medalha); FF = Final F (sem disputa de medalha); SA/B = Semifinais A/B; SC/D = Semifinais C/D; SE/F = Semifinais E/F; QF = Quartas; R = Repescagem

### Tiro
Masculino
| Atleta              | Evento         | Qualificação | Qualificação | Final       | Final       | Ref.   |
| Atleta              | Evento         | Marca        | Pos.         | Marca       | Pos.        | Ref.   |
| ------------------- | -------------- | ------------ | ------------ | ----------- | ----------- | ------ |
| Khaled Al-Mudhaf    | Fossa olímpica | 120          | 17           | Não avançou | Não avançou | [ 11 ] |
| Mohammed Al-Daihani | Skeet          | 120          | 13           | Não avançou | Não avançou | [ 12 ] |

### Vela
Eventos com regata da medalha
| Atleta      | Evento       | Regatas | Regatas | Regatas | Regatas | Regatas | Regatas | Regatas | Regatas | Regatas | Regatas | Regatas | Regatas | Regatas | Regatas | Regatas | Regatas | Pontos | Pos. | Ref.   |
| Atleta      | Evento       | 1       | 2       | 3       | 4       | 5       | 6       | 7       | 8       | 9       | 10      | 11      | 12      | 13      | 14      | 15      | M*      | Pontos | Pos. | Ref.   |
| ----------- | ------------ | ------- | ------- | ------- | ------- | ------- | ------- | ------- | ------- | ------- | ------- | ------- | ------- | ------- | ------- | ------- | ------- | ------ | ---- | ------ |
| Ameena Shah | Laser Radial | 43      | 43      | 42      | 43      | 43      | 43      | 34      | 42      | 30      | —       | —       | —       | —       | —       | —       | EL      | 320    | 42   | [ 13 ] |

M = Regata da medalha; EL = Eliminado(a) – não avançou para a regata da medalha